# Józef Kurdyban
Józef Kurdyban (ur. 7 marca 1896 we Lwowie, zm. 4 listopada 1918 tamże) – podporucznik Wojska Polskiego, kawaler Orderu Virtuti Militari.

## Życiorys
Urodził się w 7 marca 1896 we Lwowie. Pochodził z niezamożnej rodziny. Był synem Pawła (podurzędnik pocztowy). Był najstarszy z dziewięciorga rodzeństwa. Ukończył Seminarium Nauczycielskie.
Po zdaniu egzaminu dojrzałości w trakcie trwającej I wojny światowej został wcielony c. k. armii. Służył na froncie włoskim. Uzyskał rangŁ oficerską, mianowany na stopień podporucznika. U kresu wojny pokonując trudności w październiku 1918 powrócił do rodzinnego Lwowa. Został członkiem organizacji Polskie Kadry Wojskowe. Na początku listopada 1918 w stopniu podporucznika przystąpił do obrony Lwowa podczas wojny polsko-ukraińskiej. Dowodził lotnym oddziałem, który atakował Górę Stracenia 4 listopada 1918. Tuż po opanowaniu południowo-zachodniej części wzgórza i odbytym posiłku wyszedł z domu Braci Tercjarzy na posterunek został śmiertelnie trafiony w skroń przez nieprzyjaciela. Został pochowany na Cmentarzu Obrońców Lwowa (kwatera V, miejsce 272; według innej wersji kwatera XI, miejsce 775).
20 maja 1919 „w uznaniu waleczności i zasług” został pośmiertnie mianowany na stopień porucznika.
Uchwałą Rady Miasta Lwowa z listopada 1938 jednej z ulic we Lwowie nadano imię Józefa Kurdybana.

## Ordery i odznaczenia
- Krzyż Srebrny Orderu Wojskowego Virtuti Militari nr 2947 – pośmiertnie, 10 sierpnia 1922[12] (dekoracja dokonana 17 kwietnia 1921 we Lwowie przez gen. broni Tadeusza Rozwadowskiego)[13]
- Krzyż Niepodległości – pośmiertnie, 4 listopada 1933 „za pracę w dziele odzyskania niepodległości"[14]